# Berkélium(IV)-oxid
A berkélium(IV)-oxid a berkélium oxigénnel alkotott vegyülete, képlete BkO2. A többi berkéliumvegyülethez hasonlóan nem fordul elő a természetben. Urán-dioxid (UO2) vagy plutónium-dioxid (PuO2) neutronokkal történő besugárzásával állítják elő.

## Reakciói
Hidrogénnel történő redukciójával berkélium(III)-oxid állítható elő:
{\displaystyle \mathrm {2\ BkO_{2}\ +\ H_{2}\ \longrightarrow \ Bk_{2}O_{3}\ +\ H_{2}O} }

## Tulajdonságai
Barna színű szilárd anyag, köbös kristály rendszerben kristályosodik, fluorit szerkezetű, tércsoport Fm-3m, koordinációs számai Bk [8], és O[4]. Rácsállandó 533,4 ± 0,5  pm.

## Fordítás
Ez a szócikk részben vagy egészben  a   Berkelium(IV)-oxid című német Wikipédia-szócikk fordításán alapul.  Az eredeti cikk szerkesztőit annak laptörténete sorolja fel. Ez a jelzés csupán a megfogalmazás eredetét és a szerzői jogokat jelzi, nem szolgál a cikkben szereplő információk forrásmegjelöléseként.